# Sérgio (general de Sabório)
Sérgio (em latim: Sergius; em grego medieval: Σέργιος; romaniz.: Sérgios) foi um oficial bizantino do século VIII. Era general de Sabório, o usurpador contra Constante II (r. 641–668). Em 667/668, foi enviado a Damasco em embaixada ao califa Moáuia I (r. 661–680) para solicitar ajuda. Lá, conhece o cubiculário André, enviado por Constante pelo mesmo motivo, e o insulta chamando-o de eunuco. Em seu retorno para Sabório, caiu nas mãos dos imperialistas e foi emasculado, torturado e morto por André.